# Кривоногов, Виктор Павлович

Ви́ктор Па́влович Кривоно́гов (род. 21 ноября 1950, Шадринск, Курганская область) — советский и российский историк и этнограф, специалист по истории коренных малочисленных народов Сибири. Доктор исторических наук, профессор. Один из авторов «Енисейского энциклопедического словаря».
Также известен как борец за трезвость и популяризатор собриологии («наука о трезвости»). Является вице-президентом общественной организации «Международная академия трезвости».

## Биография
Родился 21 ноября 1950 года в городе Шадринске Курганской области.
В 1968 году окончил среднюю школу № 16 города Орла Орловской области.
В 1972 году окончил Орловский государственный педагогический институт по специальности «учитель истории и обществоведения».
В 1981—1988 годах — научный сотрудник, доцент и профессор в Хакасском научно-методическом центре народного творчества.  
В 1983 году в Институте этнографии имени Н. Н. Миклухо-Маклая АН СССР под научным руководством доктора исторических наук И. С. Гурвича защитил диссертацию на соискание учёной степени кандидата исторических наук по теме «Современные этнические процессы среди хакасов» (специальность 07.00.07 «Этнография»).
С 1984 года занимается собриологией.
В 1988—2006 годах работал доцентом кафедры отечественной истории Красноярского государственного педагогического университета имени В. П. Астафьева.
В 2000 году в Институте археологии и этнографии СО РАН защитил диссертацию на соискание учёной степени доктора исторических наук по теме «Этнические процессы у коренных малочисленных народов Средней Сибири» (специальность 07.00.07 «Этнография»).
С 2006 года — профессор кафедры всеобщей истории (с 2021 года — кафедры истории России, мировых и региональных цивилизаций) и кафедры культурологии и искусствоведения Гуманитарного института Сибирского федерального университета. Также по совместительству работал в Хакасском научно-исследовательском институте языка, литературы и истории (Хакасском НИИЯЛИ).
Участвовал в 30 научных экспедициях на территории Средней Сибири (Таймыр, Эвенкия, Саяны, Туруханский край и т. д.). Автор более 150 научных публикаций, в том числе 13 монографий. Историко-этнографические публикации посвящены современным этническим процессам сибирских народов: хакасов, эвенков, кетов, ненцев, энцев, нганасан, долган, тофаларов, чулымцев и других. Начиная с 2011 года провёл ряд заграничных экспедиций на тропические острова (Филиппины, Шри-Ланка, Маврикий, Сейшелы, Сент-Винсент, Остров Пасхи, Гуам).
Член объединённого диссертационного совета Д 999.029.02 Сибирского федерального университета и Тувинского государственного университета и диссертационного совета Д 212.099.27 Сибирского федерального университета.

## Научные труды

### Диссертации
- Кривоногов В. П. Современные этнические процессы среди хакасов / Автореф. дис. на соиск. учен. степ. к. и. н.. — М.: ИЭ АН СССР, 1984. — 23 с.
- Кривоногов В. П. Современные этнические процессы у малочисленных коренных народов Средней Сибири / Автореф. дис. на соиск. учен. степ. д. ист. н.: Спец. 07.00.07. — Новосибирск: Ин-т археологии и этнографии Сиб. отд-ния РАН, 2000. — 45 с.

### Монографии
- Кривоногов В. П. Хакасы: этнические процессы во второй половине XX века. — Абакан: ТОО «Центавр», 1997. — 144 с.
- Кривоногов В. П. Кеты на пороге III тысячелетия. — Красноярск: КГПУ, 1998. — 88 с.
- Кривоногов В. П. Этнические процессы у малочисленных народов Средней Сибири. — Красноярск: КГПУ, 1998. — 320 с.
- Кривоногов В. П. Западные эвенки на рубеже тысячелетий. — Красноярск: КГПУ, 2001. — 107 с.
- Кривоногов В. П. Народы Таймыра : современные этнические процессы: монография / науч. ред. Н. И. Дроздов, рец. Ю. Н. Яблоков ; М-во образования Рос. Федерации, Краснояр. гос. пед. ун-т. — Красноярск: КГПУ, 2001. — 264 с. — ISBN 5-885981-101-2.
- Кривоногов В. П. Кеты: Десять лет спустя (1991-2001 гг.) / В. П. Кривоногов ; М-во образования Рос. Федерации, Краснояр. гос. пед. ун-т. — Красноярск: КГПУ, 2003. — 198 с. — 500 экз. — ISBN 5-85981-064-4.
- Кривоногов В. П. Народы Таймыра в начале XXI века : монография / В. П. Кривоногов ; Федерал. агентство по образованию, ГОУ ВПО "Краснояр. гос. пед. ун-т им. В. П. Астафьева". — Красноярск: КГПУ имени В. П. Астафьева, 2007. — 419 с. — 300 экз.
- Кривоногов В. П. Тофалары: три шага в будущее : монография / В. П. Кривоногов ; Федерал. агентство по образованию, ГОУ ВПО "Краснояр. гос. пед. ун-т им. В. П. Астафьева", Хакас. НИИ яз., лит. и истории. — Красноярск: КГПУ имени В. П. Астафьева, 2008. — 198 с. — 150 экз.
- Кривоногов В. П. Чулымцы в начале XXI века : монография / В. П. Кривоногов ; Федерал. агентство по образованию, ГОУ ВПО "Краснояр. гос. пед. ун-т им. В. П. Астафьева", Хакас. НИИ яз., лит. и истории. — Красноярск: КГПУ имени В. П. Астафьева, 2008. — 147 с. — 200 экз.
- Кривоногов В. П. Хакасы в начале XXI века: Современные этнические процессы. — Абакан: Хакасское книжное издательство, 2011. — 252 с.
- Кривоногов В. П. Этнические процессы у коренных малочисленных народов мира. — Красноярск: Сибирский федеральный университет, 2017. — 96 с.
- Кривоногов В. П. Этнические процессы на тропических островах. — Красноярск: Сибирский федеральный университет, 2017. — 174 с.
- Кривоногов В. П. Этноязыковые процессы у коренных народов. — Красноярск: Сибирский федеральный университет, 2022. — 128 с.

### Статьи
на русском языке
- Кривоногов В. П. Изменение численности этнических групп 200 хакасов // Проблемы исторической демографии СССР. — Томск: Изд-во Томского ун-та, 1980. — 285-292 с.
- Кривоногов В. П. К вопросу о современных этнических процессах у хакасов // Этногенез и этническая история тюрко-язычных народов Сибири и сопредельных территорий. — Омск: Изд-во Омского ун-та, 1979. — С. 152-156.
- Кривоногов В. П. Койбалы в современной этнической структуре хакасов // Проблемы этногенеза и этнической истории самодийских народов. Тезисы докладов обл. науч. конференции.. — Омск: Изд-во Омского ун-та, 1983. — С. 58-61.
- Кривоногов В. П. Межэтнические браки у хакасов в современный период // Советская этнография. — 1980. — № 3. — С. 73-86.
- Кривоногов В. П. Межэтнические контакты хакасов в сфере брака // Вопросы экономического и социального развития Хакасской автономной области в десятой пятилетке. Ч. 2. — Красноярск: Изд-во Красноярского ун-та, 1980. — С. 136-162.
- Кривоногов В. П. Национально-смешанные семьи сельского населения Аскизского района Хакасской автономной области // Современные этнические процессы у народов Западной и Южной Сибири.. — Томск: Изд-во Томского ун-та, 1981. — С. 120-129.
- Кривоногов В. П. Кеты: десять лет спустя // Этносоциальные процессы в Сибири : тематический сборник. Вып. 5 / Рос. акад. наук, Сиб. отд-ние, Объед. ин-т истории, филологии и философии, Ин-т философии и права ; отв. ред. Ю. В. Попков. — Новосибирск: Новосибирский университет, 2003. — 266 с. — 500 экз. — ISBN 5-94356-121-8.
- Кривоногов В. П. Проблемы миграции и ассимиляции коренных народов Красноярского края // Сохранение и взаимопроникновение национальных культур как фактор устойчивого развития Приенисейского края : материалы научно-практической конференции, 4-5 ноября 2003 года / Рос. гуманит. науч. фонд. — Красноярск: Красноярский культурно-исторический музейный комплекс, 2004. — С. 26-32.
- Кривоногов В. П. Проблемы миграции и ассимиляции коренных народов Красноярского края //  / Сохранение и взаимопроникновение национальных культур как фактор устойчивого развития Приенисейского края : материалы научно-практической конференции, 4-5 ноября 2003 года / Рос. гуманит. науч. фонд ; отв. за вып. В. И. Бондарева ; ред. кол. : М. П. Шубский и др.. — Красноярск: Красноярский культурно-исторический музейный комплекс, 2004. — 258 с.
- Кривоногов В. П. Энцы в начале XXI века // Народы Сибири в современном обществе : статьи из раздела. Ч. 2 / Этносы Сибири. Прошлое. Настоящее. Будущее / Краснояр. краев. краевед. музей, Краснояр. гос. пед. ун-т им. В. П. Астафьева, "Этносы Сибири. Прошлое. Настоящее. Будущее", международная научно-практическая конференция, посвященная 100-летию со дня рождения Б. О. Долгих, 70-летию Красноярского края и Международному 10-летию коренных народов мира (2004; Краснояоск); ред. Н. П. Макаров. — Красноярск: Краевой краеведческий музей, 2004. — ISBN 5-85981-014-8.
- Кривоногов В. П. Этническая ситуация у коренных малочисленных народов Красноярского края // Енисейская провинция : альманах. Вып. 1 / М-во образования и науки РФ, М-во культуры РФ, Краснояр. гос. пед. ун-т им. В. П. Астафьева, Краснояр. краев. краевед. музей ; [ред. и сост. канд. ист. наук А. С. Вдовин. — Красноярск: КГПУ имени В. П. Астафьева, 2005. — С. 34-41. — 111 с. — 999 экз. — ISBN 5-85981-077-6.
- Кривоногов В. П. Нганасаны: опыт интервального исследования (1994-2004 гг.) // Сибирский субэтнос: культура, традиции, ментальность : материалы II Всероссийской научно-практической Интернет-конференции на сайте sib-subethnos.narod.ru, 15 января - 1 ноября 2005 года : [в 2 книгах]. Вып. 2, кн. 1 / Федерал. агентство по образованию, ГОУ ВПО "Краснояр. гос. пед. ун-т им. В. П. Астафьева". / редкол.: Н. И. Дроздов (отв. ред.) и др.. — Красноярск: КГПУ имени В. П. Астафьева, 2006. — С. 171-181. — 220 с. — 150 экз.
- Кривоногов В. П. Этническое развитие коренных народов Таймыра // Красноярскому краю — творчество молодых исследователей : материалы III молодёжной региональной научно-практической конференции, 6 апреля 2006 г. / Федерал. агентство по образованию, Краснояр. гос. ун-т, Краснояр. культ.-ист. музейный комплекс; редкол.: И. С. Малолеткова и др.. — Красноярск: КрасГУ, 2006. — С. 141-149. — 221 с. — 100 экз.
- Кривоногов В. П. Изменения в культуре и этнические процессы у чулымцев // Енисейская провинция. — Красноярск, 2007. — № 3.
- Кривоногов В. П. Этноязыковыковые процессы и коренных малочисленных народов Таймыра // Приенисейская Сибирь в лингвистическом освещении : материалы международной научной конференции "Русский язык и национальный вопрос в Сибири", Красноярск, 15 ноября 2007 года / Федерал. агентство по образованию, ГОУ ВПО "Краснояр. гос. пед. ун-т им. В. П. Астафьева", Регион. лингв. центр Приенисейской Сибири. — Красноярск: КГПУ имени В. П. Астафьева, 2008. — С. 23-72. — 233 с. — 150 экз.
- Кривоногов В. П. Этнодемографическая ситуация и миграционные процессы у тофаларов // Мартьяновские краеведческие чтения. Вып. 5: 300 лет в составе России : сборник материалов международной научно-практической конференции, посвященной 300-летию вхождения территории Юга Сибири в Состав России, Минусинск, 12-14 декабря 2007 г. / Минусин. регион. краевед. музей им. Н. М. Мартьянова. / гл. ред. Н. И. Дроздов ; отв. ред. И. Н. Ценюга. — Красноярск: КГПУ имени В. П. Астафьева, 2008. — С. 70-74. — 309 с. — 150 экз. — ISBN 978-5-85981-300-1.
- Кривоногов В. П. К вопросу о перспективе этнического развития народов // Этносоциальные процессы во внутренней Евразии. — Семипалатинск, 2008. — Вып. 9.
- Кривоногов В. П. К вопросу о перспективах этнического развития народов Севера (исследование детских возрастных групп) // Сибирский субэтнос: Культура, традиции, ментальность. — Красноярск, 2009.
- Кривоногов В. П. Изменение в материальной и духовной культуре народов Таймыра // Енисейский север: история и современность. — Красноярск, 2011. — С. 131–141.
- Кривоногов В. П. Изменения в духовной культуре хакасов (опыт интегрального исследования) // Научное обозрение Саяно-Алтая. — Абакан: ХакНИИЯЛИ, 2011. — № 1. — С. 99–108.
- Кривоногов В. П. Языковая ситуация у хакасов // Республика Хакасия как субъект Российской Федерации. Мат-лы Всероссийской научно-практической конф., (23-24 июня 2011 г.). — Абакан, 2011. — С. 132–146.
- Кривоногов В. П. Хакасские субэтносы // Сибирский субэтнос: Культура, традиции, ментальность.. — Красноярск, 2012.
- Кривоногов В. П. Аэта, которые вышли из джунглей // Восточная коллекция. — 2012. — № 2.
- Кривоногов В. П. Этнические процессы у калмаков (опыт интервального исследования) // Научное обозрение Саяно-Алтая. — Абакан: ХакНИИЯЛИ, 2012. — № 3.
- Кривоногов В. П. Этническое самосознание и языковые процессы у долган // Журнал Сибирского федерального университета. Гуманитарные науки. — 2013. — № 6 (6). — С. 870–881.
- Кривоногов В. П. Ведды, бюргеры, мавры // Восточная коллекция. — 2013. — № 3. — С. 28—34.
- Кривоногов В. П. Об этническом, религиозном и языковом составе населения о. Маврикий // Восток. Афро-Азиатские общества: история и современность. — 2014. — № 4. — С. 83—95.
- Кривоногов В. П. У потомков мелецких татар // Научное обозрение Саяно-Алтая. — Абакан: ХакНИИЯЛИ, 2014. — № 7.
- Кривоногов В. П., Михайлова Я. С. Современная этнография усинских тувинцев // Родина. — 2014. — № 7. — С. 91—96.
- Кривоногов В. П. К вопросу об этническом самосознании долган // Социодинамика. — 2014. — № 11. — С. 73—107.
- Кривоногов В. П. К вопросу об этнодемографии фуюйских кыргызов // Научное обозрение Саяно-Алтая. — 2015. — № 4 (12). — С. 4-8.
- Кривоногов В. П. Самые западные буряты // Научное обозрение Саяно-Алтая. — 2015. — № 4 (12). — С. 9-14.
- Кривоногов В. П. Этнические процессы у аборигенов острова Пасхи в начале XXI в. // Россия и АТР. — 2016. — № 4 (94). — С. 85-100.
- Кривоногов В. П. Этнические процессы у национальных меньшинств Сейшел // Восток. Афро-Азиатские общества: история и современность. — 2016. — № 1. — С. 59-71.
- Кривоногов В. П. Этнические процессы у кетов в начале XXI В. (опыт интервальных исследований) // Вестник Томского государственного университета. История. — 2016. — № 6 (44). — С. 152—161.
- Кривоногов В. П. Современные тофалары (опыт интервальных исследований) // Новые исследования Тувы. — 2016. — № 3. — С. 10.
- Кривоногов В. П. У гарифуна Сент-Винсента // Вестник археологии, антропологии и этнографии. — 2017. — № 1 (36). — С. 88-99.
- Кривоногов В. П. Современные этнические процессы у тувинцев юга Красноярского края // Новые исследования Тувы. — 2017. — № 1. — С. 3.
- Кривоногов В. П. Национально-смешанные браки хакасов // Северные архивы и экспедиции. — 2017. — Т. 1, № 1. — С. 51—65.

на других языках
- Krivonogov V. P. The Dolgans’ Ethnic Identity and Language Processes = Этническое самосознание и языковые процессы у долган // Journal of Siberian Federal University. Humanities & Social Sciences. — 2013. — Т. 6, № 6. — P. 870—881.
- Krivonogov V. P., Mikhailova Ya. S. The Usinsk Tuvans in the XXI Century = Усинские тувинцы в XXI веке // Journal of Siberian Federal University. Humanities & Social Sciences. — 2015. — Т. 8, № 4. — P. 793-804.

## Работы по собриологии
- Кривоногов В. П., Трофимов О. И. Трезвость — наше оружие. — Абакан: ВДОБТ, 1989. — 53 с.
- Кривоногов В. П. Законы собриологии. / Основы собриологии, профилактики, социально педагогики и алкологии. Выпуск 17. — Севастополь: МАТр, 2008. — С. 6-14.
- Кривоногов В. П. Фундаментальные основы собриологии. /Основы собриологии, профилактики, социально педагогики и алкологии. Выпуск 16. — Севастополь: МАТр, 2007. — С. 6-9.
- Форум «Трезвая Россия»  / Краснояр. регион. обществ. движение «Трезвая Россия»; науч. конс. В. П. Кривоногов. — Электрон. дан. — [Красноярск : б. и., 2009]. — 1 эл. опт. диск (DVD-ROM).

## Публицистика
- Кривоногов В. П. Таймырская экспедиция : [о работе этнографической экспедиции, проводившей исследования среди народов Таймыра] // Советский Таймыр. — 1993. — 25 августа. — № 149. — С. 3.

## Интервью
- Есть ли будущее у коренных малочисленных народов // Сибирское агентство новостей, 16.12.2011.

## Семья
Дети: Ольга, Алексей, Лидия, Анна и Владислав.

## Увлечения
- Компьютерная графика. В его галерее рисунков насчитывается более 2000 картин.